# Craugastor rhyacobatrachus
Craugastor rhyacobatrachus is een kikker uit de familie Craugastoridae. De soort werd voor het eerst wetenschappelijk beschreven door Jonathan Atwood Campbell en Jay Mathers Savage in 2000. Oorspronkelijk werd de wetenschappelijke naam Eleutherodactylus rhyacobatrachus gebruikt.
De soort komt voor in delen van Midden-Amerika in de landen Costa Rica en Panama.
Voorheen was deze soort redelijk algemeen in de Cordillera de Talamanca op hoogtes tussen de 950 en 1800 meter boven zeeniveau. Ten gevolge van de schimmelziekte chytridiomycose en habitatverlies is Craugastor rhyacobatrachus inmiddels een bedreigde soort. In Costa Rica is deze kikker al sinds 1964 niet meer waargenomen, terwijl ook de Panamese populaties sterk in aantal zijn afgenomen.